# Mica (film)
Pour les articles homonymes, voir Mica (homonymie).
Pour plus de détails, voir Fiche technique et Distribution.
Mica est un film dramatique franco-marocain réalisé par Ismaël Ferroukhi et sorti en 2020.

## Synopsis
Enfant d'une famille pauvre d'une famille du Maroc, Mica est envoyé comme aide pour l'entretien d'un club de tennis à Casablanca. Il s'intéresse au jeu et est remarqué par une jeune entraîneuse Sofia qui l'entraîne bénévolement, mais Mica, lui, rêve de se rendre clandestinement en France.

## Fiche technique
- Titre original : Mica
- Réalisation : Ismaël Ferroukhi

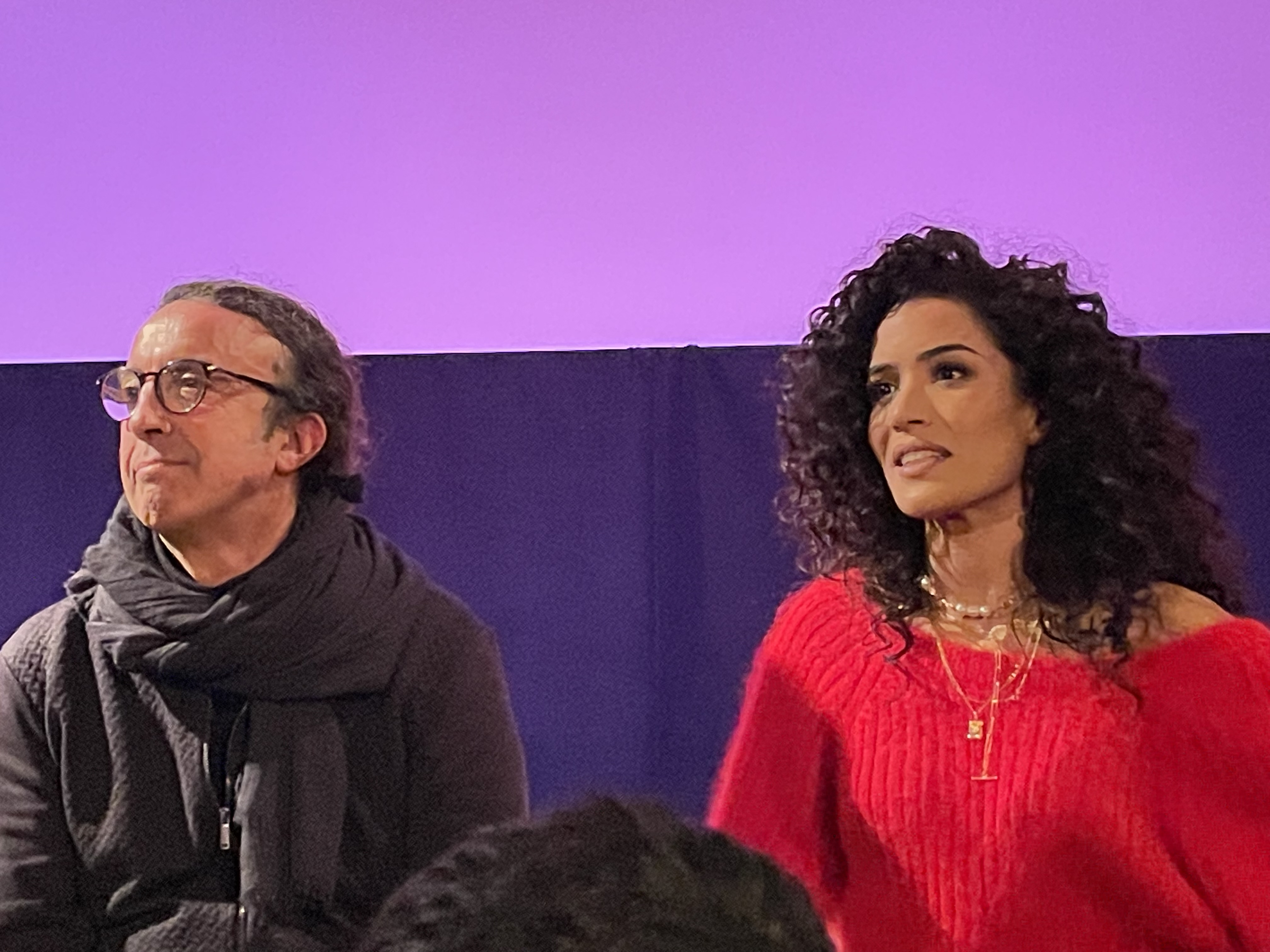
Ismaël Ferroukhi et Sabrina Ouazani à une avant-première du film.

- Scénario : Ismaël Ferroukhi et Fadette Drouard
- Musique : Hang Massive
- Décors : Samir Issoum
- Costumes :
- Photographie : Eva Sehet
- Montage : Elif Uluengin
- Producteur : Lamia Chraibi, Denis Carot, Marie Masmonteil et Ulysse Payet
- Sociétés de production : Rotana Film Production, La Prod et Elzévir Films
- Société de distribution : Rotana Studios, JHR Films
- Pays de production :  Maroc et  France
- Langue originale : arabe français
- Format : couleur — 2,35:1
- Genre : drame
- Durée : 103 minutes
- Dates de sortie :
  - France :
    - 28 août 2020 (Angoulême)
    - 22 décembre 2021 (en salles)

  - Maroc :
    - 22 décembre 2021 (en salles)

## Distribution
- Zakaria Inan : Mica
- Sabrina Ouazani : Sophia
- Azelarab Kaghat : Hajj Kaddour
- Rachid Fekkak : Monsieur Soleimani
- Mustapha Rachidi : le père de Mica
- Nabil Elboukhari : Yassine
- Laila Haddadi : la mère de Mica
- Moumen Mekouar : Nabil
- Ali Missoum : Omar

## Box-office
- France : 4142 entrées[1]